# Carl Wenzel (Admiral)
Carl Rudolph Wenzel (* 21. Oktober 1831 in Ziegenrück; † 23. April 1903 in Berlin) war ein deutscher Marinegeneralarzt der Kaiserlichen Marine und war erster Sanitätsoffizier der Marine im Rang eines Konteradmirals.

## Leben
Carl Wenzel wurde als Sohn eines Arztes geboren und studierte nach seinem Abitur von 1850 bis 1854 am Friedrich-Wilhelm-Institut in Berlin. Sein Studium schloss er am 21. August 1854 mit der Dissertation zum Thema de pseudoarthrosi Berlolini ab. Am 1. Oktober 1854 wurde er in der Marine Unterarzt und bestand am 19. März 1856 in Berlin sein Staatsexamen.
Ab dem 1. Februar 1857 trat er vollständig in die Marine ein und war während des Deutsch-Französischen Kriegs als Marineangehöriger Direktor der Berliner Lazarette der Armee. 1873 wurde er Oberstarzt. Von 1875 bis 1896 war er Generalarzt der Marine. In dieser Position wurde er am 30. August 1879 Generalarzt II. Klasse und am 25. Februar 1888 Generalarzt I. Klasse. Zum 13. Juni 1892 wurde er Vorstand der neu eingerichteten Medizinalabteilung im Reichsmarineamt. Am 8. Oktober 1892 wurde er zum Marinegeneralarzt im Rang eines Konteradmirals befördert und am 10. August 1896 zur Disposition gestellt.